# Shyrodes
Shyrodes is een geslacht van kevers uit de familie van de loopkevers (Carabidae). De wetenschappelijke naam van het geslacht is voor het eerst geldig gepubliceerd in 1903 door Grouvelle.

## Soorten
Het geslacht Shyrodes is monotypisch en omvat slechts de volgende soort:
- Shyrodes dohertyi ,